# NGC 2076
NGC 2076 ist eine linsenförmige Galaxie vom Hubble-Typ S0-a im Sternbild Hase südlich des Himmelsäquators. Sie ist schätzungsweise 89 Millionen Lichtjahre von der Milchstraße entfernt und hat einen Durchmesser von etwa 60.000 Lj.
Im selben Himmelsareal befindet sich u. a. die Galaxie NGC 2089.
Das Objekt wurde am 4. Februar 1785 von William Herschel entdeckt.